# 楔和

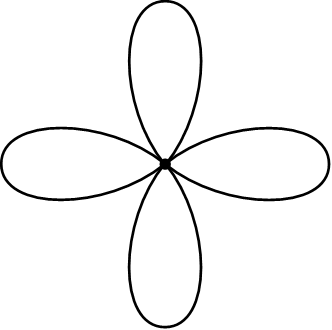
四個圓的楔和

在數學的拓撲學中，楔和是一族拓撲空間的「一點併」。更明確而言，設X和Y是兩個帶基點的空間（即有基點x0和y0的拓撲空間），則X和Y的楔和是在其不交併中黏合兩個基點x0 ∼ y0而得的商空間：
{\displaystyle X\vee Y=(X\amalg Y)\;/\sim ,\,}
兩個帶基點的空間的楔和也是一個帶基點的空間。楔和是可結合及可交換的二元運算（不別同胚之異）。
同樣地可以定義一族帶基點的空間的楔和：設{\displaystyle (X_{i})_{i\in I}}是一族帶基點{\displaystyle (p_{i})_{i\in I}}的空間，則其楔和為
{\displaystyle \bigvee _{i}X_{i}=\coprod _{i}X_{i}\;/\sim ,\,}
其中 ~ 是等價關係{\displaystyle \{(p_{i},p_{j})\mid i,j\in I\}}。換言之，一族空間的楔和是將這些空間在一點處合併。空間的楔和依賴於所取的基點，除非這些空間都是齊性的。（即對空間中任何兩點，都有一個自同胚將第一點映射到第二點。）

## 以範疇論描述
楔和可視為在帶基點的空間的範疇中的餘積，又或者視為在拓撲空間的範疇中圖表{\displaystyle X\leftarrow \{\star \}\rightarrow Y}的推出，其中{\displaystyle \{\star \}}是單點空間。

## 性質
塞弗特－范坎彭定理指，當兩個拓撲空間X和Y適合某些條件（良態空間通常都能適合，例如CW複形），那麼X和Y的楔和的基本群，是X和Y的基本群的自由積，即是{\displaystyle \pi _{1}(X\vee Y)=\pi _{1}(X)*\pi _{1}(Y)}。